# Te Kauparenui / Gowan River
Der Te Kauparenui / Gowan River ist ein Fluss im Tasman District auf der Südinsel von Neuseeland.

## Geographie
Der Te Kauparenui / Gowan River entspringt dem Lake Rotoroa, der hauptsächlich durch die beiden Flüsse D'Urville River und Sabine River gespeist wird. Von dem See aus fließt der Fluss direkt nach Norden, um nach 12 km knapp 1 km östlich der Gowan Bridge in den Buller River zu münden.
Am Abflussweg des Lake Rotoroa befindet sich die kleine Siedlung Rotoroa, zu der eine Straße flussaufwärts entlang des Flusses führt.

## Wirtschaft
Beidseits des Flusses wird Land- und Forstwirtschaft betrieben.

## Flora und Fauna
In dem Fluss zahlreich leben Forellen, die angeblich wegen der Bedingungen am Fluss schwer zu angeln sind. Der Oberlauf des Flusses enthält die höchst Population an Forellen aller Flüsse in Neuseeland.

## Schutz des Flusses
2001 wurde der Fluss zusammen mit dem Buller River wegen seines natürlichen Zustandes durch eine Water Conservation Order (Water Conservation (Buller River) Order 2001) unter Schutz gestellt. Der Majac Trust beantragte eine Änderung der Order, die den Bau eines Wasserkraftwerkes ermöglichen sollte. Dieser Antrag wurde jedoch vom Environment Court im August 2007 abgelehnt.